# Eitensheim
Eitensheim település Németországban, azon belül Bajorországban. Lakosainak száma 3042 fő (2023. december 31.).

## Népesség
A település népessége az elmúlt években az alábbi módon változott:
| Lakosok száma | 748  | 1530 | 1538 | 1636 | 2904 | 2953 | 2983 | 3014 | 3031 | 3042 |
|               | 1875 | 1950 | 1970 | 1975 | 2012 | 2014 | 2016 | 2017 | 2021 | 2023 |